# Église d'Odzoun
L'église d'Odzoun ou monastère d'Odzoun (arménien : Օձունի վանք) est un édifice religieux qui date du VIe siècle, situé dans le village d'Odzoun, marz de Lorri, en Arménie. Il se trouve à l'est du gavar de Tachir, région historique de Gougark.

## Histoire
Parmi les sources historiques primaires, il ne subsiste pas de données sur la date de la construction de l'édifice. Cependant, sur base de l'examen des principes de sa construction, de la décoration intérieure, de certains détails architecturaux, les historiens le font remonter au milieu du VIe siècle. Il a été reconstruit et restauré à plusieurs reprises. La dernière restauration, réalisée avec la participation de l'Institut polytechnique de Milan, date de 2014[réf. souhaitée].

## Architecture

Intérieur de l'église

L'église est à plan basilical, mais est dominée par une coupole. Elle est située sur la colline du village homonyme. Elle est entièrement construite à partir de roches volcaniques, de la felsite, à l'exception de la décoration intérieure en basalte. La disposition du plan est rectangulaire, aux dimensions de 31,62 mètres sur 20,71 mètres. Les dimensions de la salle intérieure sont de 20,98 mètres sur 11,12 mètres. Celle-ci est composée de deux galeries (une au sud et une au nord) s'appuyant sur la façade à l'ouest, formant en tout trois nefs séparées par les colonnes. Celle du centre est voûtée avec une Croix sculptée au centre de la coupole. La nef centrale se termine par un autel semi-circulaire. Les nefs latérales à deux niveaux forment des sacristies.

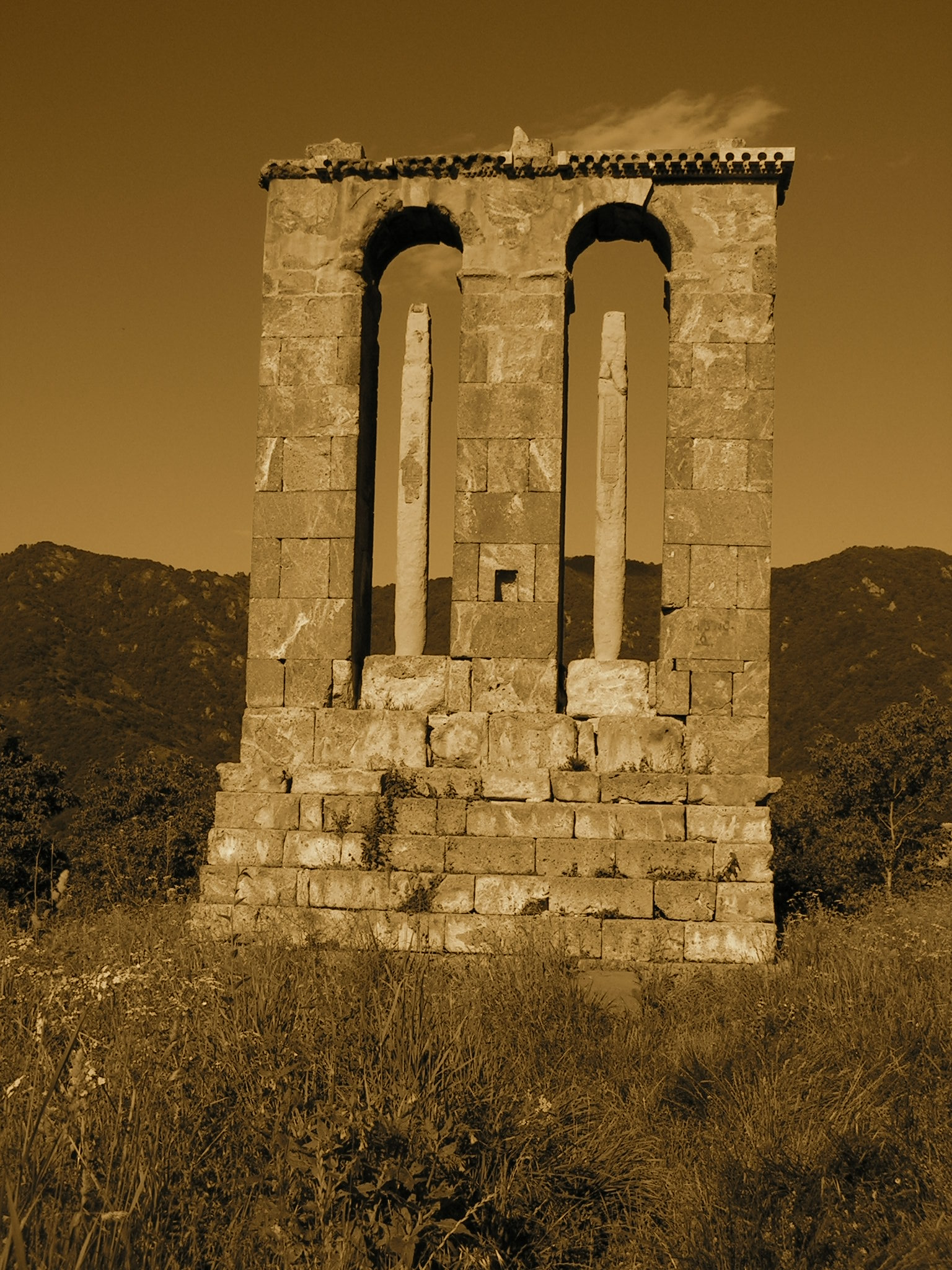
monument funéraire à deux arcs et deux stèles VIIe siècle.

### Stèles funéraires
Les stèles funéraires ou khatchkars, sont des monuments caractéristiques de l'art arménien, Celles en forme d'obélisque sont dressées sur une haute base cubique. Des ornements recouvrent deux ou trois faces de ces stèles, L'usure de la pierre ne permet pas partout de les identifier.    
À Odzoun, les stèles sont situées du côté nord-est de l'église. Sur une plate-forme sont posées deux stèles sculptées en pierre polie sous des arcs doubles. Du côté ouest sont sculptées des scènes bibliques et de la christianisation de l'Arménie. Du côté nord et sud, ce sont des motifs géométriques et floraux. L'église est également entourée de nombreux monuments funéraires de son clergé.

## Restauration
L'église de la Vierge Marie du monastère d'Odzoun menaçait ruine du fait de la végétation poussant sur le toit et les murs dans un climat humide. Les risques sismiques aggravaient encore la situation dans une région où leur probabilité est élevée. En mai 2012 les travaux de restauration ont débuté et ils se sont achevés à l'automne 2014. Durant les travaux des objets anciens ont été découverts. Notamment une bouteille de vin contenant des notes écrites sur la restauration de 1889. Elles ont été transmises pour examen à l'institut d'étude Matenadaran.

## Galerie

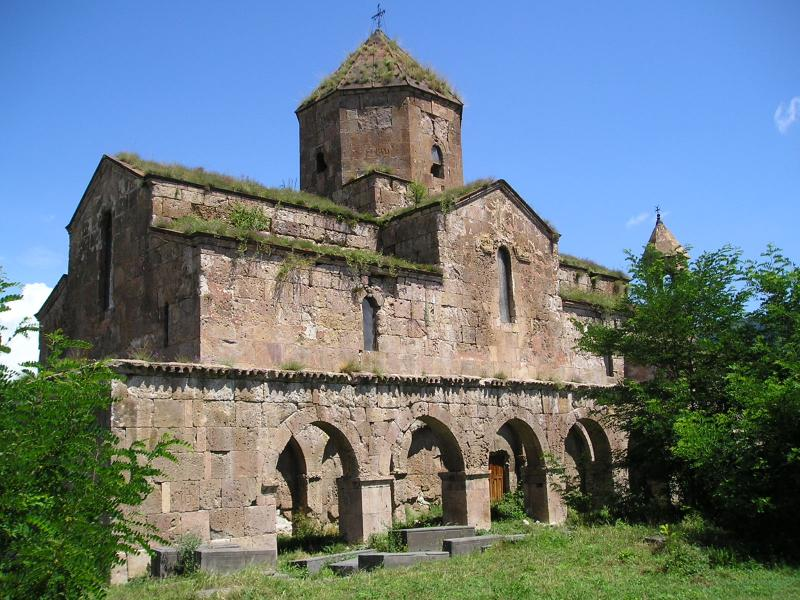
façade sud
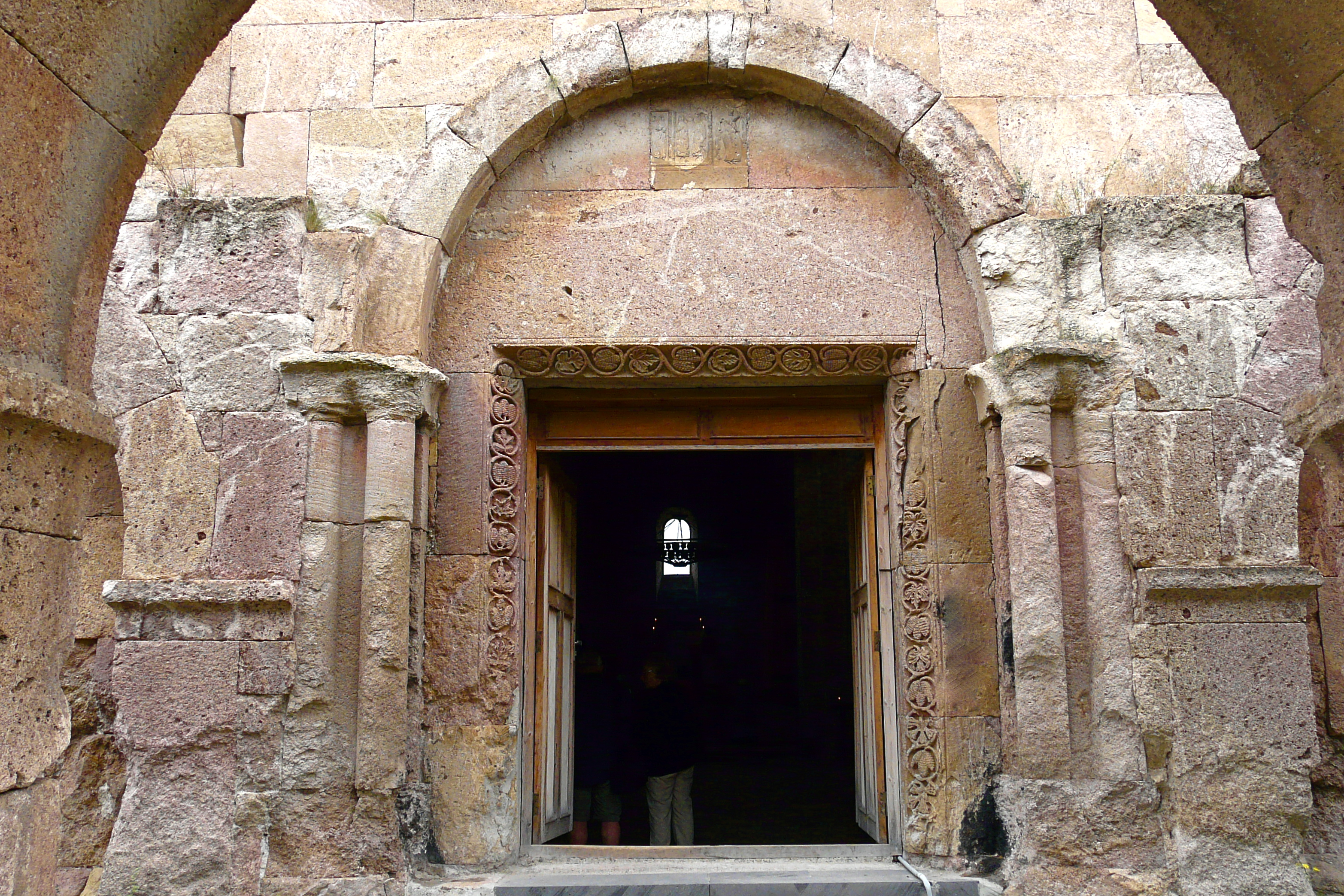
Entrée principale
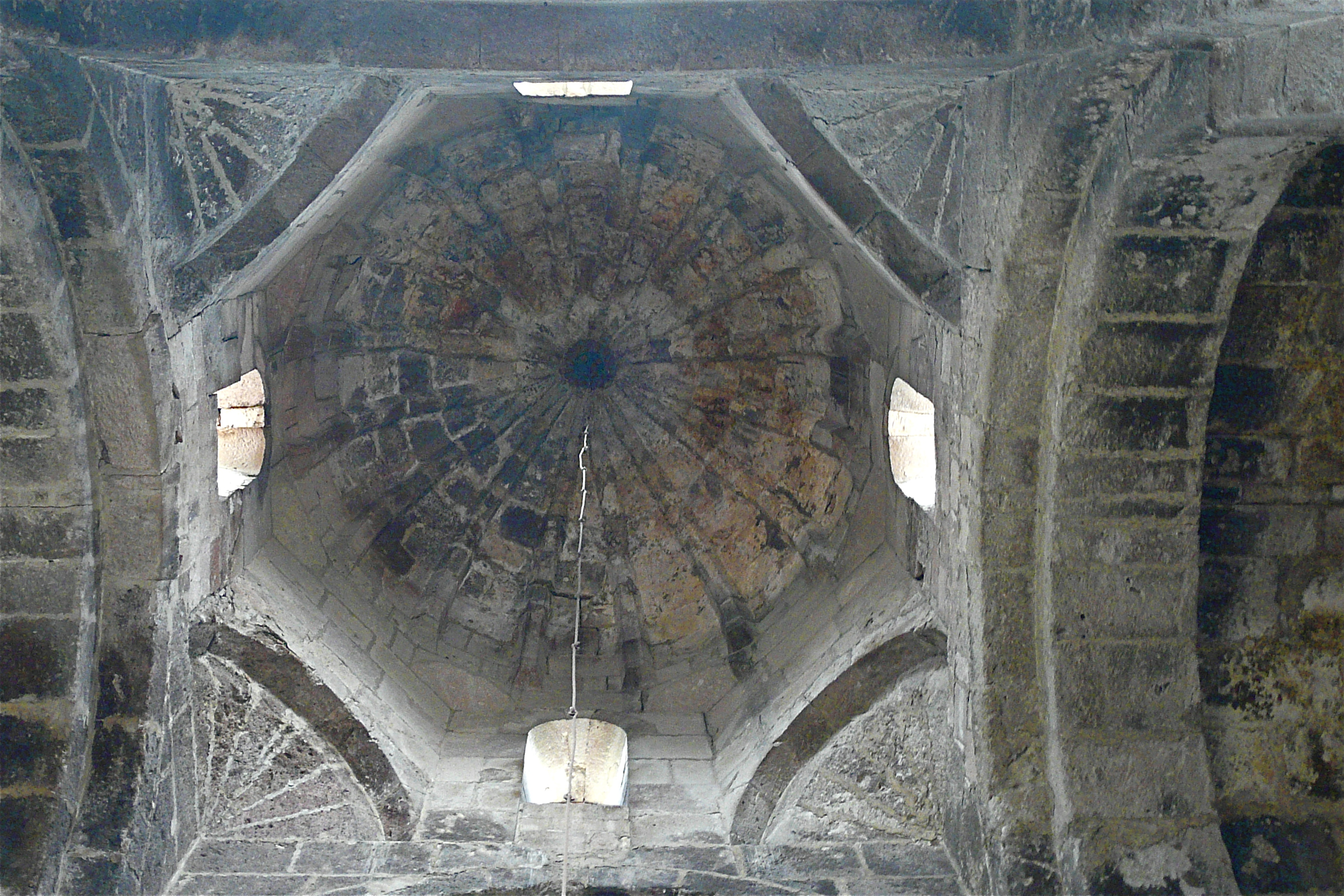
Coupole
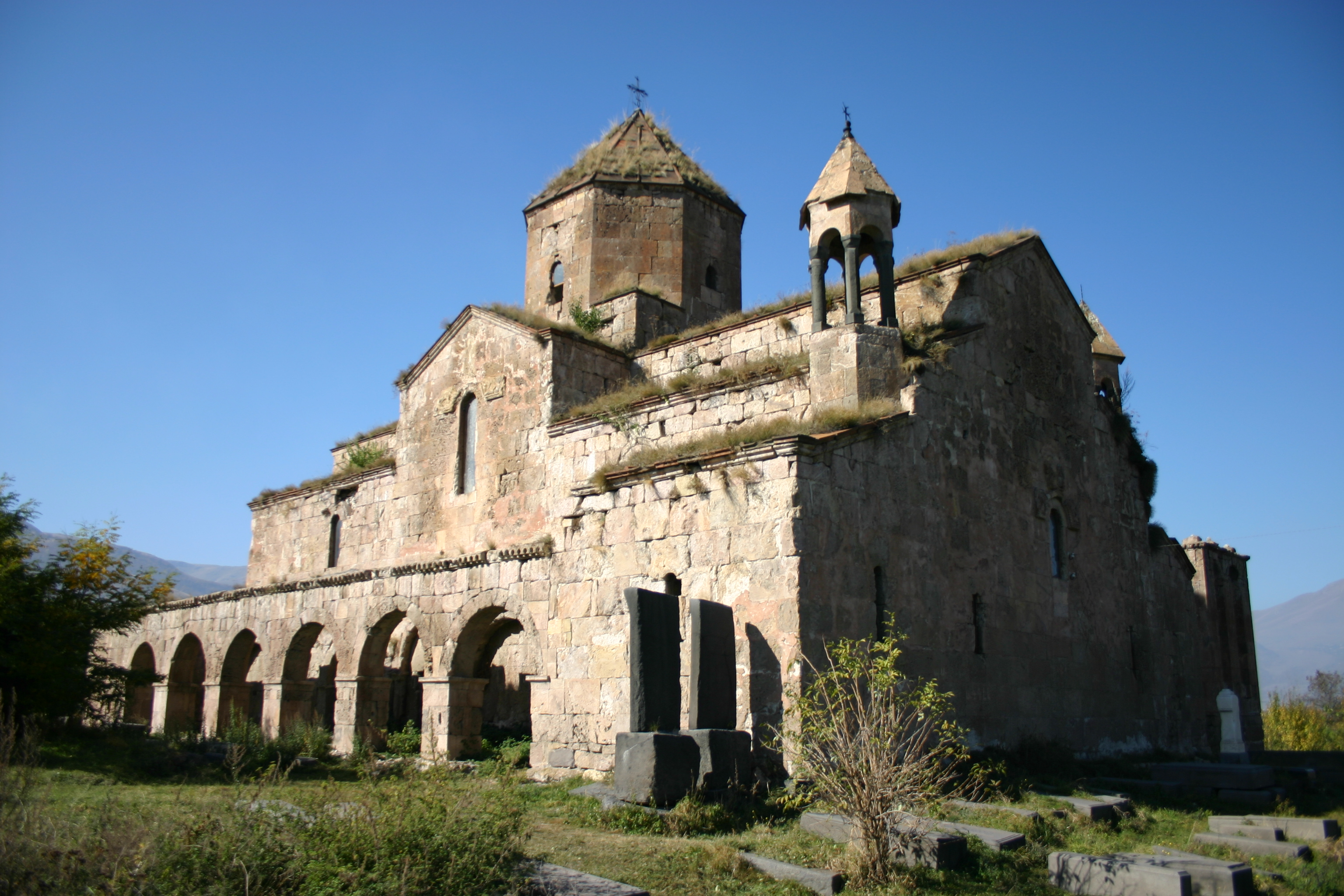
vue latérale
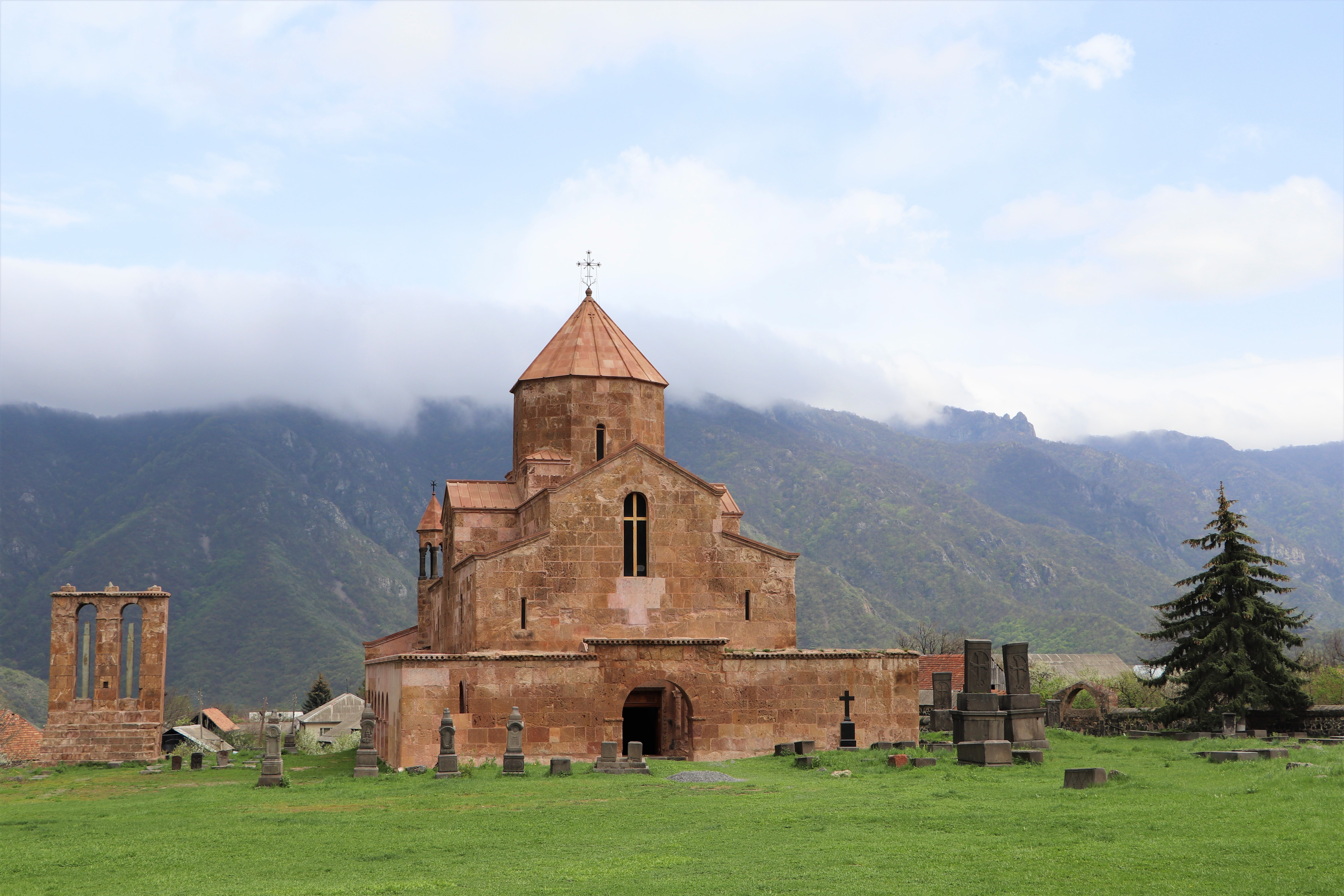
Vue presque latérale